# 阿妮莎·烏爾特茲
阿妮莎·烏爾特茲（英語：Anissa Urtez，1995年1月18日—）是一名出生於美國加利福尼亞州的壘球選手，司職游擊手。她曾隨隊參加2017年泛美女子壘球錦標賽，結果獲得銀牌。

## 外部連結
- 阿妮莎·烏爾特茲的X（前Twitter）
- 阿妮莎·烏爾特茲的Instagram帳戶